# Марш украинских националистов
Марш украинских националистов — музыкальная композиция, созданная на слова Олеся Бабия, который в 1932 году в заключении в Дрогобычской тюрьме написал данное стихотворение. Текст был напечатан в журнале «Развитие нации» за январь-февраль 1932 года. Изначально гимн ОУН, а затем и УПА был напечатан без автора музыки. Композитор неизвестен, авторство музыки приписывается Емельяну Нижанковскому. В 1932 году композиция была утверждена Проводом Украинских Националистов руководящим органом ОУН как гимн организации. Один из первых классических вариантов исполнения данной композиции хранится в архиве ОУН, расположенном в Лондоне (без указания исполнителей).
24 августа 2018 года адаптированный вариант композиции был маршем армии Украины на параде ко Дню независимости Украины.

## Текст начала Марша

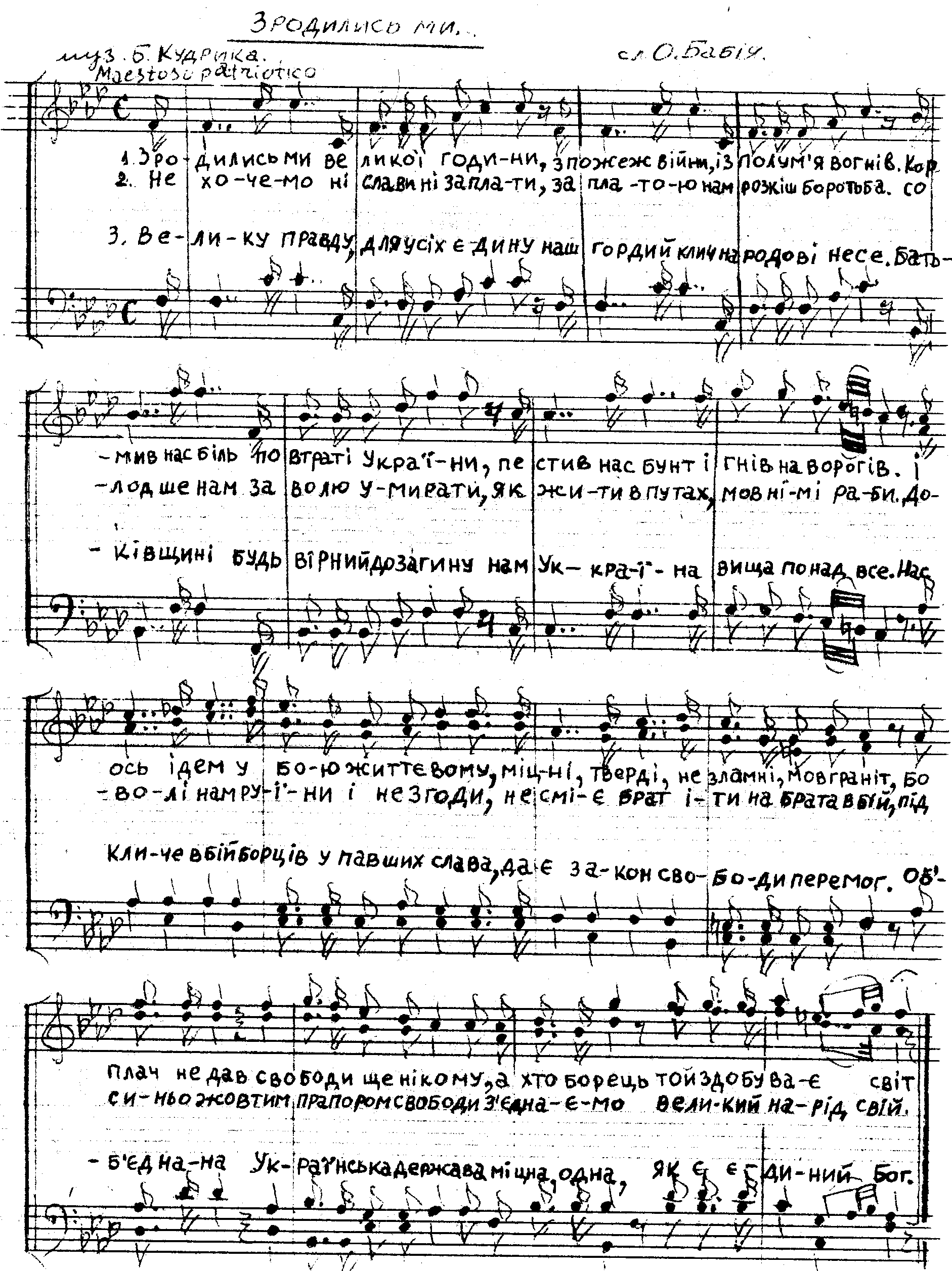
Ноты — Гимн ОУН

Зродились ми великої години,
З пожеж війни і з полум’я вогнів,
Плекав нас біль по втраті України,
Кормив нас гнів і злість на ворогів.